# مايك كلارك
مايك كلارك (بالإنجليزية: Mike Clark)‏ (16 ديسمبر 1972 بإنديانابوليس في الولايات المتحدة - ) هو لاعب كرة قدم أمريكي في مركز الدفاع. لعب مع كولومبوس كرو وريتشموند كيكرز.

## وصلات خارجية
- مايك كلارك على موقع الدوري الأمريكي (الإنجليزية)
- مايك كلارك على موقع قاعدة بيانات كرة القدم.إي يو (الإنجليزية)